# Episodi di Killer Women
La prima ed unica stagione della serie televisiva Killer Women è stata trasmessa sul canale statunitense ABC dal 7 gennaio al 18 febbraio 2014. A causa dei bassi ascolti riscontrati, gli ultimi due episodi prodotti non sono stati trasmessi sulla ABC.
In Italia, la stagione è stata trasmessa per la prima volta dall'11 al 31 dicembre 2016 su Rai 4.
| nº | Titolo originale      | Titolo italiano                  | Prima TV USA     | Prima TV Italia  |
| -- | --------------------- | -------------------------------- | ---------------- | ---------------- |
| 1  | La Sicaria            | La Sicaria                       | 7 gennaio 2014   | 11 dicembre 2016 |
| 2  | Some Men Need Killing | Alcuni uomini meritano di morire | 14 gennaio 2014  | 17 dicembre 2016 |
| 3  | Warrior               | Combattente                      | 21 gennaio 2014  | 18 dicembre 2016 |
| 4  | The Siren             | Sirene                           | 4 febbraio 2014  | 24 dicembre 2016 |
| 5  | In and Out            | Tra moglie e marito              | 11 febbraio 2014 | 24 dicembre 2016 |
| 6  | Demons                | Demoni                           | mai trasmesso    | 25 dicembre 2016 |
| 7  | Daughter of the Alamo | Figlia di Alamo                  | 18 febbraio 2014 | 25 dicembre 2016 |
| 8  | Queen Bee             | L'ape regina                     | mai trasmesso    | 31 dicembre 2016 |